# Президентство Джорджа Вашингтона
Президентство Джорджа Вашингтона началось 30 апреля 1789 года, когда прошла его инаугурация как 1-го президента США, и завершилось 4 марта 1797 года. Джордж Вашингтон стал президентом по результатам президентских выборов 1789 года, первых в истории США, где он стал единственным кандидатом, избранным единогласно. В 1792 году он так же единогласно был переизбран на второй срок, а в 1797 году отказался от третьего срока. Его преемником стал вице-президент, Джон Адамс от партии федералистов.
В момент избрания Вашингтону было 57 лет. До выборов он был широко известен в стране как главнокомандующий Континентальной армии в ходе американской Войны за независимость, и как президент Филадельфийского конвента в 1787 году. Уже с момента принятия Конституции общество предполагало, что именно он станет первым президентом, хотя сам Вашингтон собирался уйти от общественной жизни. В своей инаугурационной речи он сказал, что с неохотой принимает пост президента и что плохо знаком с гражданской администрацией. Вопреки этому, он показал себя способным лидером.
Усилиями Вашингтона было создано первое федеральное правительство, назначены все чиновники верхнего ранга исполнительной и судебной ветвей власти, установлены многие традиции политической жизни, и выбрано место для постоянной столицы страны. Он поддержал экономическую политику Александра Гамильтона, согласно которой правительство приняло на себя внешний долг штатов, создало первый Банк США, Монетный двор США и Таможенную службу. При Вашингтоне Конгресс принял законы о пошлинах (Тариф 1789 года и Тариф 1790 года) и поднял налог на виски, что привело к бунту, а Вашингтону пришлось лично вести войска на его подавление. При нём продолжилась Северо-западная индейская война, в ходе которой США сумели подчинить индейские племена на Северо-Западной Территории. В международной политике он придерживался практики нейтралитета и невмешательства, и в 1793 году издал Прокламацию о Нейтралитете. Ему удалось добиться заключения двух важных соглашений: Договора Джея с Великобританией в 1794 году и Договора Пинкни с Испанией в 1795. Для защиты американских торговых судов от берберийских пиратов был создан флот США указом 1794 года.
Вашингтона очень сильно беспокоил партийный раскол внутри правительства и весь свой срок он пытался поддержать дух единства в правительстве, полагая, что такие конфликты угрожают стабильности Союза. Он остался единственным президентом, который не ассоциировал себя ни с одной партией. Несмотря на все его усилия, споры вокруг экономической политики Гамильтона, Французской революции и Договора Джея только углубляли партийный раскол. Сторонники Гамильтона создали партию федералистов, а их противники поддержали Томаса Джефферсона и создали Демократическо-Республиканскую партию. Несмотря на эти проблемы, Вашингтон традиционно считается одним из величайших президентов в американской истории и обычно входит в тройку лучших вместе с Авраамом Линкольном и Франклином Рузвельтом.

## Первые дни
Когда Вашингтон приступил к исполнению обязанностей президента, структура исполнительной власти ещё не была сформирована, поэтому первое время ему пришлось полагаться только на своих секретарей. Эти обязанности исполняли Тобиас Лир, Дэвид Хэмфрейс, Уильям Джексон, Томас Нельсон Младший и Роберт Льюис. Первым делом требовалось решить вопросы президентского этикета. В те дни многие опасались, что институт президентства мутирует в монархию, а президентский этикет казался той лазейкой, через которую идеи аристократизма и монархизма могут испортить демократическую систему. 23 апреля Сенат сформировал специальную комиссию для решения вопроса о титуле президента. Джон Адамс настаивал на «королевском, или хотя бы княжеском титуле», но сенат выбрал обращение «His Highness, the President of the United States of America, and Protector of their Liberties». Вашингтон предпочёл сократить его до «Президент Соединённых Штатов».
С того момента, как Вашингтон поселился в доме Осгуда, он сразу оказался в окружении законодателей, просителей, ветеранов войны и просто доброжелателей, из-за которых не мог найти время для работы. Ему требовалось отделаться от потока визитёров, но при этом избежать обвинения в монархических методах и одновременно сохранить возможность общаться с людьми по важным вопросам. Не зная, как поступить, он запросил совета у Адамса, Мэдисона, Гамильтона, Джея и Ливингстона. Гамильтон предложил раз в неделю устраивать встречи наподобие королевский приёмов, которые он назвал levees. На таком приёме президент должен выйти к гостям, пообщаться с ними около часа, а потом уйти. Так же предполагалось устраивать званные ужины с приглашением законодателей и сенаторов, на которых можно было бы обсуждать важные вопросы. Идея понравилась Вашингтону и он решил устраивать приёмы по вторникам, в 15:00. Было объявлено, что в остальные дни посещать президента нежелательно.
Так как Вашингтон устраивал приёмы исключительно для мужчин, то они с Мартой договорились, что по пятницам с 19:00 до 22:00 она будет устраивать приёмы для дам с чаем, кофе, мороженым и лимонадами. На этих приёмах она не носила украшений и к ней обращались просто «Миссис Вашингтон». Эбигейл Адамс (жена вице-президента) обычно сидела по правую руку от Марты. Вашингтон сам посещал эти приёмы, на которых чувствовал себя свободнее и раскованнее, чем на собственных. Ему казалось, что он нашёл идеальный формат общения с посетителями, но оппозиционная пресса сразу обвинила его в приверженности монархическим традициям и попытке создать свой «королевский двор».
Дом Осгуда с самого начала оказался неудобен для проживания президента. Его размеров было достаточно для частной жизни, но комнаты не подходили для приёмов, официальных обедов и прочих протокольных мероприятий. Осенью 1789 года Вашингтон узнал, что освободился дом французского посла Франсуа де Мутье, известный так же как дом Макомба на Бродвее у Троицкой церкви. 23 февраля 1790 года Вашингтон переехал в новый дом. Новые условия позволяли принимать почти вдвое больше гостей, чем раньше. Президент любил зелёный цвет и он стал доминирующим в доме. У Мутье была перекуплена вся мебель, и от него же был унаследован общий французский стиль оформления дома. Следуя новой моде, Вашингтон закупил для дома 14 новых ламп на китовом жире, которые горели ярче, чем свечи, и давали более чистый цвет, и не портили копотью мебель. Он стал одним из первых, кто подал пример использования такого рода освещения.

### Частная жизнь
Жизнь на плантации приучила Вашингтона проводить время на природе, и это помогло ему перенести трудности военной жизни, но сидячая работа в Нью-Йорке стала сказываться на его здоровье. В середине июня 1789 года у него поднялась температура и образовалась опухоль на левом бедре. Медик Самуэль Бард диагностировал кожную форму сибирской язвы. 17 июня прошла операция по удалению язвы, после чего Вашингтон оставался в постели несколько недель, будучи не в состоянии сидеть или стоять. Только в начале сентября он сообщил врачам, что уже почти здоров.
Между тем Мэри Болл Вашингтон не проявляла интереса к президентству своего сына, как ранее не интересовалась его карьерой генерала. В 1789 году она уже умирала от рака. Вашингтон в последний раз встречался с ней в марте. К середине августа она впала в кому, а 25 августа 1789 года скончалась в возрасте 81 года. Вашингтон узнал об этом 1 сентября. Он отменил приёмы на три недели и носил траур 5 месяцев. Но по какой-то причине на могиле Мэри Болл не было установлено надгробного камня. Она была оформлена соответствующим образом лишь много лет после смерти самого Вашингтона. Мэри завещала сыну кровать, шторы, одеяла и зеркало, но он сразу отдал всё это сестре. Ему достались двое из десяти её рабов. Имущество Мэри было продано с аукциона, и оно оказалось весьма значительным. «Всё это имущество принадлежало женщине, которая в годы войны считала нормальным запрашивать у вирджинских властей личной пенсии, ссылаясь на то, что сын о ней не заботится», писал Рон Чернов.

### Отношения с сенатом
В первые дни правления Вашингтона ему предстояло решить вопрос о базовых принципах работы федерального правительства и разграничении обязанностей исполнительной и законодательной властей. Вся война за независимость прошла под лозунгом верховенства законодательной власти, и Конституция подробно описывала полномочия этой ветви власти, почти не оговаривая полномочия остальных. 5 августа 1789 года произошло первое столкновение Вашингтона с Конгрессом, когда Сенат отклонил кандидатуру Бенжамина Фишберна на пост таможенника порта Саванна. Вашингтон лично явился в Сенат с вопросом, почему его кандидатуру отклонили. Сенатор Джеймс Ганн от Джорджии объяснил причины, и упомянул, что вообще-то Сенат не должен объяснять своих мотивов. Этот случай дал начало традиции senatorial courtesy, согласно которой сенатор имеет право заблокировать кандидатуру человека, происходящего из его штата.
Мотивы отказа Сената в данном случае неизвестны, но это был первый и последний отказ Сената. Все последующие номинации были утверждены.
В те же дни Генри Нокс разрабатывал план переговоров с индейцами-криками. Вашингтон решил обсудить этот вопрос в Сенате, и, предварительно предупредив, явился туда 22 августа. Джон Адамс зачитал проект договора с криками, и Вашингтон ожидал от Сената обмена мнениями, но Сенат предложил созвать комиссию для рассмотрения вопроса. Через несколько дней Вашингтон снова явился в Сенат, где получил одобрение договора, но больше никогда не появлялся в Сенате. В феврале 1791 года он назначил Дэвида Хэмфрейса послом в Португалию, уведомив об этом сенат как о свершившемся факте. «Это решение, — писал Рон Чернов — больше сделало для определения функций президента и американской внешней политики, чем все постановления Верховного Суда о разграничении властей».
По какой-то причине Вашингтон исключил Джона Адамса из ближнего круга и выделил ему второстепенную роль в управлении. Адамс был президентом Сената, что фактически выключало его из структуры исполнительной власти. Когда Вашингтон отстранился от общения с Сенатом, он тем самым дистанцировался и от Адамса. Повлияли, возможно, и отдельные взаимонепонимания между ними в ходе войны.

## Внутренняя политика

### Формирование государственного аппарата
Весь 1789 год Вашингтон занимался поиском подходящих кандидатур для федерального правительства. В первые дни исполнительный аппарат был невелик, меньше штата слуг и рабов в усадьбе Маунт-Вернон, но он стремительно разрастался. Кандидатов отбирали по принципу заслуг, лояльности Конституции и заслуг в годы войны. От Конфедеративного Конгресса Вашингтон унаследовал четыре департамента: Иностранных дел, Военный, Почтовый и Казначейство. Конституция в самых общих словах оговаривала структуру исполнительной власти, что давало Вашингтону свободу манёвра. В первое время не существовало и Кабинета. Главы департаментов собирались вместе лишь по мере необходимости.
От прежней системы Вашингтону достался и Генри Нокс, которого он в сентябре назначил главой Военного департамента (номинирован 11 сентября). Вашингтон очень высоко ценил Нокса и не сомневался в его лояльности, хотя Нокс не был выдающимся интеллектуалом. Кроме того, в его сфере деятельность (военных вопросах) и сам Вашингтон разбирался достаточно хорошо. Важнейший пост государственного казначея Вашингтон хотел доверить финансисту Роберту Моррису, но тот отказался и предложил вместо себя Гамильтона. Ходили слухи, что он скрытый монархист и критически относился к Вашингтону в годы войны, но Вашингтон хорошо знал Гамильтона и в военное время и в дни работы в Конституционном конвенте. Амбициозный, энергичный Гамильтон стал при Вашингтоне чем-то вроде премьер-министра.
Должность главы Казначейства была настолько важна в тот момент, что Сенат одобрил кандидатуру Гамильтона в самый день его номинации, 11 сентября. В тот же день были номинированы кандидатуры на должности контролёра (Николас Эвелей), казначея (Самуэль Мередит), инспектора (Оливер Уолкотт Младший) и регистратора (Джозеф Нурс).
Должность Государственного секретаря Вашингтон предложил Джону Джею, но тот предпочёл должность председателя верховного суда. Тогда Вашингтон предложил этот пост Джефферсону. Он редко встречался с этим человеком в последние годы, но мог хорошо его знать по работе в вирджинской Палате Бюргеров. Джефферсон только что вернулся из Парижа, где был так воодушевлён событиями Французской революции, что стремился вернуться туда, поэтому без энтузиазма воспринял новость о своём назначении. Он колебался с сентября по январь, после чего всё же принял предложение, официально оформился в феврале, а прибыл в Нью-Йорк только в марте. Существует мнение, что он колебался из-за неприязни к новому федеральному правительству. 21 марта 1790 года Вашингтон и Джефферсон приступили к совместной работе.
На должность Генерального прокурора Вашингтон назначил Эдмунда Рэндольфа. Эта должность в то время считалась столь незначительной, что Рэндольфу полагалась зарплата всего в 1500 долларов, и разрешалось подрабатывать частной юридической практикой. Поскольку в годы Конфедерации Джей заведовал иностранными делами, то до прибытия Джефферсона из Франции он временно занимал место Госсекретаря.
Судебная система была не оговорена Конституцией, из-за чего пришлось издать специальный акт (Judiciary Act) в сентябре 1789 года. На должность председателя верховного суда Вашингтон назначил Джона Джея и так же назначил ему пять помощников из разных штатов. Это были Джон Ратледж, Джеймс Уилсон, Джон Блэр, Уильям Кашинг и Джеймс Айрделл. Впоследствии назначение на эти должности вызывало горячие споры, но в том году это не породило никакой дискуссии, как и назначение федеральных судей, государственных адвокатов и маршалов. 1 февраля 1790 года Верховный суд США собрался на свою первую сессию всего на 10 дней.

### Билль о правах
Когда Вашингтон вступил в должность, штаты Северная Каролина и Род-Айленд ещё не приняли Конституцию и не присоединились к Союзу, и одной из причин того было отсутствия Билля о правах. В дни конституционного конвента Вашингтон считал такой билль излишним, потому что, по его мнению, граждане страны сохраняют за собой все права, которые явно не отрицаются Конституцией. Против был и Джеймс Мэдисон, который со временем изменил свою точку зрения. Он сам составил список поправок, известных как Билль о правах, и, не встретив поддержки в Конгрессе, запросил у Вашингтона помощи. Историк Лейбигер считал, что без помощи Вашингтона Мэдисону не удалось бы победить в борьбе за билль. В сентябре 1789 года Конгресс одобрил поправки, но только к 15 декабря 1791 года все штаты приняли их. В ноябре 1789 года Северная Каролина вступила в Союз, а в мае 1790 года присоединился Род-Айленд, завершив объединение всех 13-ти колоний.

### Доклад Гамильтона об общественном кредите
В сентябре 1789 года Конгресс поручил Александру Гамильтону доложить о состоянии финансов государства и 9 января 1790 года он представил Конгрессу свой «Первый доклад об общественном кредите». Гамильтон подсчитал, что США должны иностранным государствам (Франции, Голландии и Испании) $11 600 000, кроме этого существуют долги штатов на сумму $25 000 000. Помимо этого, существовал национальный долг: во время войны солдатам вместо денег часто выдавали векселя и долговые расписки. Все долги вместе составляли $76 000 000. Гамильтон предлагал не просто решить проблему долгов, но и создать сильное государство, способное защитить свою независимость. Для этого он предлагал не выплачивать внутренний долг, а превратить долговые расписки в ценные бумаги, по которым выплачивать проценты. Для выплаты внешнего долга он предлагал использовать Амортизационный фонд из доходов почтовой службы.
Программа Гамильтона предполагала принятием на себя федеральной властью долгов отдельных штатов (предложение, известное в сокращённой форме как Assumption), и выплату внутреннего долга по полной стоимости векселей (Redemption). Оба пункта вызвали возражения. Принятие долгов казалось угрозой независимости штатов. Выплата по векселям воспринималась ещё более болезненно, потому что первоначальные держатели векселей (военные) давно продали свои векселя за малую часть стоимости спекулянтам и перекупщикам, в основном из предпринимателей северных штатов. Предложение Гамильтона означало, что деньги получат не сами военные, а спекулянты и финансисты. Мэдисон предлагал оплатить векселя по их рыночной стоимости и каким-то образом обеспечить выплаты первоначальным держателям векселей. Протестуя против Assumption и Redemption, Мэдисон понимал, что его предложения едва ли будут приняты, но надеялся добиться каких-то уступок Югу в обмен на своё согласие.
Три штата (Массачусетс, Южная Каролина и Коннектикут) выступали за принятие долга, а три штата (Мэриленд, Джорджия и Вирджиния) были против. Мэдисон был уверен, что Северная Каролина тоже будет против, поэтому старался протянуть время до апреля 1790, когда конгрессмены от Северной Каролины прибудут на Конгресс. Его план оправдался, Северная Каролина проголосовала против, и план Гамильтона утверждён не был.
Джефферсон тоже участвовал в этих обсуждениях, но он поздно присоединился к дискуссии. Ему не нравился проект принятия долга, но он боялся, что если проект не пройдёт, то это подорвёт доверие к финансовой системе США. Кроме того, он доверял Мэдисону в этом вопросе. Впоследствии он писал, что был новичком в правительстве и до конца не разобрался в предложениях Гамильтона и не понял всей опасности этого проекта для демократии.
Сам Вашингтон ещё при первом знакомстве с проектом понял, что его обсуждение вызовет споры, поэтому сразу устранился от участия в дискуссии и позволил Конгрессу самостоятельно решать этот вопрос.

### Перенос столицы
Когда все штаты ратифицировали Конституцию, Мэдисон поставил перед Вашингтоном вопрос о месте будущей столицы. И Мэдисон и Вашингтон были уверены, что столица должна быть на реке Потомак, важной артерии, необходимой для заселения Запада. Вашингтон считал реку Потомак естественным центром всего государства. За перенос столицы на Потомак выступал и Джефферсон, который хотел оградить её от влияния крупных городов севера. Конгресс начал обсуждать вопрос о столице в июне 1790 года, одновременно с обсуждением отчёта Гамильтона об общественном кредите, и обе эти темы вызвали горячие споры. Конгресс утвердил закон Гамильтона об Амортизационном фонде но воспротивился его акту о принятии госдолга. Разногласия были так сильны, что грозили распадом Союза. Тогда 19 июня Джефферсон встретился с Гамильтоном и пригласил его с Мэдисоном на ужин 20 июня, в ходе которого был достигнут так называемый Компромисс 1790 года: Джефферсон и Мэдисон согласились на акт о принятии госдолга, а Гамильтон пообещал добиться согласия пенсильванской делегации на то, что столица будет временно, на 10 лет, перенесена в Филадельфию, а в 1800 году её перенесут на реку Потомак.
1 июля 1790 года Конгресс утвердил Столичный акт. Вашингтон, у которого были большие земельные участки на Потомаке, очень много выиграл от этого решения, но неизвестно, имел ли он какое-то отношение к переговорам 20 июня. Сам акт оговорил только примерное месторасположение для города, так что Вашингтон должен был сам выбирать точное место. Он решил основать столицу на участке к северу от Маунт-Вернон. Впоследствии было много разговоров о его личной заинтересованности в этом вопросе, а Джон Адамс писал, что земли Вашингтона подорожали в десятки раз из-за этого решения. Рон Чернов писал, что эта история разрушила ауру непогрешимости вокруг Вашингтона.
В ноябре 1790 года Вашингтон переехал в Филадельфию и поселился в доме Роберта Морриса, на улице Хай-Стрит. Это был дом в три этажа с 4-мя окнами по фасаду. По обеим сторонам от дома было свободное пространство, которое использовалось как сад. За аренду дома Вашингтон ежегодно выплачивал $3000.
Переезд в Филадельфию создал Вашингтону ряд проблем. Если в Нью-Йорке он мог пользоваться своими невольниками-слугами, то в Филадельфии было много свободных негров и сильно аболиционистское движение. По законам Пенсильвании, любой раб, проживший на её территории 6 месяцев, автоматически признавался свободным. Вашингтону пришлось возвращать своих слуг в Монт-Вернон до истечения этого срока. Кроме того, он оказался далеко от своего дантиста Джона Гринвуда, и теперь был вынужден вести тайную переписку, чтобы о его медицинских проблемах не узнала общественность.
В начале 1791 года Вашингтон поручил Пьеру Ланфану разработать план будущей столицы и уже 28 марта ознакомился с первыми результатами. Ланфан предложил сделать центром города здание Сената, чтобы обозначить главенство законодательной власти. Вашингтон предоставил Ланфану полную свободу действий, а позже (после путешествия на юг), вместе с Ланфаном изучал место будущей столицы. Ланфан выбрал место для Белого Дома так, чтобы из него открывался вид на гавань Александрии и в сторону Монт-Вернона. В том же году Вашингтон узнал, что город предполагается назвать «Вашингтон» или «Вашингтонополь», и не стал препятствовать в этом вопросе. Осенью 1791 года Вашингтон хотел показать план будущего города Конгрессу, но Ланфан отказался показать карту кому-либо, чтобы никто не знал расположения правительственных зданий, и не скупил самые выгодные участки.

### Создание Первого банка США
В феврале-марте 1791 года Гамильтон предложил Конгрессу Отчёт о национальном банке, согласно которому предлагалось создать Первый банк Соединённых Штатов с капиталом в 10 миллионов долларов. Несмотря на сопротивление Мэдисона, Банковский билль был принят Палатой Представителей 8 февраля 39-ю голосами против 20-ти. Против голосовали в основном южные штаты, которые видели в банке орудие экономического порабощения Юга. Мэдисон предложил Вашингтону наложить вето на этот закон. Вашингтон колебался в этом вопросе: сначала он опросил всех, кого смог, чтобы знать все возможные возражения против билля. Рэндольф считал создание банка неконституционным, а Джефферсон видел в банке (и в монополиях) инструмент принуждения.
Гамильтону Вашингтон сказал, что склоняется к наложению вето, но хотел бы выслушать все точки зрения. Но аргументы Гамильтона убедили его. У него было 10 дней на то, чтобы подписать или заблокировать билль, и он, возможно, намеренно, подписал его 25 февраля 1791 года, в самом конце срока, не давая времени на апелляцию. Соглашаясь с Гамильтоном, Вашингтон действовал по духу, но не по букве Конституции, заложив традицию её трактовки, а не прямому следованию её формулировкам. Критики считали, что он пошёл на поводу у Гамильтона, но Рон Чернов писал, что в данном случае скорее наоборот, он продвигал свою точку зрения, и помогал Гамильтону сознательно.
Появление банка привело Джефферсона к убеждению, что в стране существует заговор контрреволюционно настроенных финансистов, а так как Вашингтон встал на их сторону, что на него нельзя более опираться в борьбе с ними. Он решил мобилизовать общество против Гамильтона, что в итоге привело к расколу общества на две партийные фракции.

### Учреждение монетного двора
Вместе с предложением о создании банка Гамильтон, уже через неделю, составил так же «Доклад об установлении монетного двора» (28 января 1791 года), в котором предложил чеканить серебряный доллар, ввести десятичную систему и ввести биметаллическую систему. При составлении доклада Гамильтон опирался на работы Адама Смита, Джеймса Стюарта, Исаака Ньютона, свой собственный опыт и советы иностранных банкиров. Он учёл и советы Джефферсона, который в 1790 году рекомендовал переход на десятичную систему. 25 декабря 1791 года в своём ежегодном обращении к Конгрессу Вашингтон объяснил необходимость выпуска своей монеты, особенно мелкой разменной.
Предложение Гамильтона было одобрено Конгрессом, который 2 апреля 1792 года издал Монетный акт США 1792 года. Согласно акту, в Филадельфии был создан Монетный двор, назначен штат и оговорены денежные стандарты. В результате Америка стала одной из первых стран, которые перешли на десятичную монетную систему. Новый американский серебряный доллар был привязан по стоимости к испанскому доллару. Через две недели после издания акта Вашингтон назначил Дэвида Риттенхауза первым директором монетного двора с жалованьем 2000 долларов. 18 июля Риттенхауз купил участок в Филадельфии и за три месяца построил новое здание Монетного двора, которое стало первым публичным зданием, построенным федеральным правительством США. Первыми монетами стали серебряные полудаймы, отчеканенные из личного серебра Вашингтона. Первыми монетами, запущенными в обращение, были медные центы.

### Распределяющий Акт
Перепись 1790 года, показала, что в стране проживает примерно 3,6 миллиона человек, имеющих право представительства в Конгрессе. Это значило, что в палате представителей будет 121 депутат, по одному от каждых 30 000 человек. Но возник спор: надо ли делить всё население страны на 30000 или же по отдельности население каждого штата. Конгресс проголосовал за первый вариант и 26 марта 1792 года билль о распределении был подан Вашингтону на подпись. В кабинете сразу возникли сомнения в конституционности этого билля: Джефферсон и Рэндольф были против билля, а Гамильтон и Нокс за. После долгих колебаний Вашингтон 5 апреля наложил «вето» на проект; это был первый случай применения им права вето. Через 2 дня Конгресс внёс коррективы, и по новому проекту предполагалось выбирать 1 депутата на 33000 человек населения штата, что давало Конгрессу 103 депутата. 14 апреля 1792 года Вашингтон подписал проект, который вступил в силу как Распределяющий акт 1792 года.

## Путешествия
С самых первых дней своего президентства Вашингтон думал о том, чтобы посетить каждый штат Союза, напрямую пообщаться с людьми и лично изучить общественное мнение. Будучи южанином, он решил начать с северных штатов. Посоветовавшись с Гамильтоном, Ноксом и Джеем, он запланировал путешествие в Новую Англию сразу после того, как Сенат завершит сессию в конце сентября 1789 года. Чтобы развеять слухи о своих королевских привычках, он взял с собой помимо слуг только троих спутников: Лира, Хэмфрейза и Джексона. Перед тем как покинуть Нью-Йорк он издал прокламацию о праздновании Дня Благодарения 26 ноября. Он ехал через Нью-Хэвен (Коннектикут) в Бостон, по пути исследуя некоторые промышленные объекты. Он обратил внимание на экономическое равенство жителей Новой Англии, и отметил в дневнике, что не встречал роскоши или бедности, а все дома примерно одного качества.
В Бостоне он был встречен торжествами и салютом, посетил несколько общественных мероприятий и дал возможность художнику Кристиану Гюллагеру сделать набросок своего портрета. Через неделю он снова позировал для Гюллагера в Портсмуте и в итоге был создан его портрет, в которой художник отразил, вероятно, впечатления от первой встречи в Бостоне. Из Бостона Вашингтон проследовал через Салем в Портсмут, где отправился в море на рыбалку, но не смог ничего поймать. На обратном пути он посетил Лексингтон, чтобы осмотреть поле боя при Лексингтоне и Конкорде 1775 года. 13 ноября 1789 года он вернулся в Нью-Йорк, посетив за месяц примерно 60 городов и посёлков.
Следующим большим путешествием стало посещение южных штатов весной 1791 года. К этому времени северные штаты начали объединяться вокруг идеи освобождения рабов, и это вызывало беспокойство на юге. Кроме того, шёл процесс присоединения к Союзу штатов Кентукки и Вермонт, и Вашингтону хотелось поддержать в людях чувство национального единства. 20 марта 1791 года он покинул Филадельфию в компании секретаря Джексона, слуги Осборна и рабов Джилса и Париса Он взял с собой парадного коня Прескотта и охотничьего пса Корнуоллиса. Он проследовал через мэрилендский Аннаполис, сделал недельную остановку в Маунт-Вернон, а 7 апреля продолжил путь. Он посетил Фредериксберг, Ричмонд и Петерсберг в Вирджинии, потом Нью-Берн и Уилмингтон в Северной Каролине, после чего отправился в Южную Каролину, через Джорджтаун в Чарлстон. Переехав в Джорджию, он посетил Огасту, откуда повернул на север. На обратном пути он посещал места сражений войны за Независимость, в частности, поле боя при Кэмдене и при Гилфорд-Кортхауз.
У Вашингтона в целом сложилось впечатление, что общественное мнение настроено в пользу правительства и поддерживает его во всех отношениях, и что он популярен на Юге так же, как и на Севере. 1 июня он вернулся в Маунт-Вернон, отдыхал там две недели, и 6 июля вернулся в Филадельфию. Путешествие заняло у него 3 месяца, он проехал 1 816 миль строго укладываясь в график, и немного поправил своё здоровье, хотя после возвращения у него снова обострилась опухоль на ноге и снова потребовалось хирургическое вмешательство.

## Внешняя политика
В самом начале своего президентского срока Вашингтон решал международные вопросы в основном со своим кабинетом, но Кабинет раскололся на партии в этом вопросе точно так же, как в и вопросах внутренней политики. Раскол прошёл по вопросу о том, с кем надлежит сближаться: с Англией или Францией. Сам Вашингтон понимал необходимость хороших отношений с Лондоном. Англия была крупнейшим торговым партнёром Америки, а федеральное правительство существовало за счёт налогов с этой торговли. Вашингтон не был англофилом, многое в британской политике вызывало его недовольство, но он не оставлял попыток наладить хорошие отношения с этой страной. Ещё осенью 1789 года он отправил в Англию Говернера Морриса в качестве неофициального посла. Отправку Морриса одобрили Гамильтон и Джей, но ею был недоволен Джефферсон, который опасался монархического влияния Англии, считал Морриса монархистом и англофилом. Он впоследствии жаловался, что Моррис настроил президента против Французской революции.
Джефферсон занял пост госсекретаря только в марте 1790 года, а до этого времени Гамильтон исполнял его обязанности и успел предпринять кое-какие шаги по улучшению отношений с Англией. Уже к лету 1790 года пришли известия, что Англия склоняется к сотрудничеству и даже к союзу. При этом Гамильтон понимал, что Джефферсон может расстроить его планы. Осенью 1791 года усилия Гамильтона увенчались успехом: король Георг III назначил Джорджа Хаммонда первым британским послом в США. По прибытии в Штаты Хаммонд сразу ощутил дружественный настрой Гамильтона и враждебность Джефферсона и примкнул к кругу Гамильтона.
Вашингтон сразу же критически и трезво смотрел на Французскую революцию, в то время как Джефферсон, непосредственный наблюдатель событий, идеализировал её и был уверен, что она достигнет своих целей «не пролив ни капли крови». Когда пала Бастилия, Лафайет, который приказал её разрушить, отправил Вашингтону старые ключи от этого замка. Когда начали поступать сведения о жестокостях во Франции, Вашингтон на публике поддерживал Францию, и даже написал Рошамбо, что не верит в сообщения английских газет, но в узком кругу выражал своё беспокойство событиями.
В августе 1792 года в Париже произошло восстание якобинцев, которые свергли короля и начали казни аристократов и священников. Лафайет бежал в Бельгию, где был арестован австрийцами за участие в аресте короля. 21 сентября Франция объявила себя республикой. Вашингтон был обеспокоен судьбой Лафайета, но не мог вмешаться без опасения испортить отношения с Францией. Говернор Моррис, назначенный послом во Францию в начале 1792 года, просил его не смешиваться. Вашингтон и Моррис смогли перевести на его счета деньги из личных средств. События во Франции обострили отношения между сторонниками Джефферсона и Гамильтона. Первые приветствовали падение Бурбонов, вторые ужасались актами террора. 21 января 1793 года Людовик XVI был казнён, а 1 февраля Франция объявила войну Англии, что сразу привело к спорам внутри кабинета Вашингтона.
Отношения с Испанией тоже требовали внимания. Было не вполне понятно, что замышляет Эстебан Миро, испанский губернатор Луизианы и Флориды. Подозрения внушала деятельность авантюриста Джеймса О’Фаллона в Южной Каролине, который мог быть в сговоре с испанцами. Весной 1791 года О’Фаллон был арестован. Испанию уверили в отсутствии враждебных намерений: американский посол в Мадриде заверил испанское правительство, что США не претендуют на Антильские острова, хотя и недовольны на ограничение торговли с ними.

### Северо-западная индейская война
Принципы внешней политики, разработанные Вашингтоном после возвращения из путешествия на Юг, подразумевали нейтралитет со всеми странами, но требовали и принятия мер против британских интриг среди индейцев Северо-Запада. Ещё в конце 1789 года Вашингтон разъяснил генералу Сент-Клэру, губернатору Северо-западной территории, что необходимо заключить мир с индейцами в Огайо, но на их нападения надо отвечать самыми решительными мерами. Когда летом 1790 года племена Майами и Уобаш стали нападать на торговые суда на реке Огайо, Вашингтон и Нокс потребовали от Сен-Клера ответного рейда и тот организовал экспедицию Хармара. Отряд Хармара, численностью 1500 человек был разбит индейцами, что только усилило предубеждённость Вашингтона против ополчения. Летом 1790 года Вашингтон обсудил с Сен-Клером ситуацию, и они решили провести повторную экспедицию и основать на Северо-Западе форт, чтобы пресекать набеги индейцев и показать Англии, что США не намерены уступать ей этот регион. Сен-Клер лично возглавил отряд в 1400 человек. 4 ноября 1791 года этот отряд был разбит индейцами в сражении на реке Уобаш. Сен-Клер потерял более половины своего отряда, все орудия и обозы.
Вашингтон узнал о разгроме Сен-Клера 9 декабря, во время вечернего приёма. Уже в январе администрацию президента обвинили в том, что экспедицию возглавлял больной человек, который даже не держался на ногах. Генри Нокс запросил у Конгресса разрешения на расширение армии и, несмотря на протесты, Конгресс постановил набрать 5 новых полков, численностью 1000 человек каждый. Чтобы успокоить тех, кто боялся регулярной армии, эти полки предполагалось распустить после окончания войны. Командиров армии на Северо-западной территории Вашингтон назначил Энтони Уэйна, который сразу навёл в армии жёсткую дисциплину.
Новая кампания против индейцев началась уже в период второго президентского срока Вашингтона. 20 августа 1794 года Уэйн разбил индейские племена в сражении при Фоллен-Тимберс, чем ослабил индейцев и покончил с британским влиянием на племена северо-запада. Вместе с тем Вашингтон и Нокс признавали, что нападения индейцев происходят по причине проникновения белых на их земли. Нокс сожалел, что индейцы севера пострадали даже больше, чем индейцы Мексики и Перу, и что целые районы оказались покинуты индейцами. Вашингтон надеялся придумать какие-то меры по охране индейцев и рассчитывал, что они изменят образ жизни, начнут заниматься земледелием и скотоводством. Дуглас Фримен писал, что Вашингтон не испытывал любви к дикарям и не верил им, но всегда придерживался мнения, что после отражения индейской агрессии в долине Огайо необходимо заключить с индейцами надёжный мир и бороться за сохранение за индейцами их земель.

## Раскол кабинета
В годы своего президентства Вашингтон старался не участвовать в конфликтах между отдельными группами интересов, не присоединяться ни к чьим сторонникам и быть нейтральным посредником во всех вопросах. Как и многие другие отцы-основатели, он верил, что Америке удастся избежать раскола на политические партии или секции (factions). В это верил и Джефферсон, который утверждал, что если в рай будут пускать только в составе какой-то партии, то он не желает быть там вообще. Но именно Джефферсон заподозрил существование тайного заговора с целью превращения страны в монархию английского типа, и решил привлечь общественность к борьбе с ним. В свою очередь Гамильтон стал видеть во франкофилах-джефферсонианцах заговорщиков, подобных якобинцам. В мае-июне 1791 года Джефферсон и Мэдисон совершили путешествие по Новой Англии, чтобы найти себе единомышленников. Кроме этого, им требовалось противопоставить что-то влиянию Джона Фенно, редактора газеты Gazette of the United States, которая поддерживала администрацию Вашингтона и, по мнению Джефферсона, пропагандировала принципы монархизма и аристократизма.
Уже через несколько дней после того, как Вашингтон подписал закон о Государственном банке, Джефферсон начал переговоры с поэтом Филипом Френо, которого в итоге взял на работу в Государственный Департамент на должность переводчика и поручил ему издание газеты National Gazette, которая стала голосом джефферсонианской оппозиции.
Обе партии постепенно обрели название. Сторонники Гамильтона называли себя федералистами, имея в виду, что поддерживают Конституцию и национальное единство. Они выступали за сильную исполнительную власть, банковский бизнес и за расширение мануфактурного производства. На их стороне оказались и многие противники рабства. Сторонники Джефферсона называли себя республиканцами, имея в виду, что защищают Конституцию от монархического влияния. Они выступали за ограничение центральной власти, доминирование Конгресса, за права штатов и за аграрное развитие, свободное от засилия банков. К 1792 году кабинет Вашингтона окончательно раскололся надвое: Нокс был на стороне Гамильтона, а Рэндольф на стороне Джефферсона. Вашингтон открыто не поддержал никого, но склонялся к позиции Гамильтона и Нокса. Джефферсон полагал, что Вашингтон не вполне осознаёт, во что его втягивают Гамильтон и его сторонники.
5 декабря 1791 года Гамильтон предложил Конгрессу проект, известный как Доклад о мануфактурах. В тот же день Мэдисон обвинил администрацию президента в чрезмерном расширении прав исполнительной власти, а Гамильтон в ответ написал вице-президенту Адамсу, что заговор (против администрации) ширится. Летом джефферсонианцы подняли тревогу в связи с продажей банковских акций: 4 июля Центральный банк начал продажу этих акций, которые сразу начали расти в цене. Это породило ажиотажный спрос на акции, что привело к банковскому кризису в марте 1792 года. Гамильтон смог спасти экономику, но его репутация пострадала. Вашингтон оказался в положении, когда ему пришлось выбирать между одной из сторон конфликта. Особенно неприятно было то, что среди противников его администрации было много вирджинцев, и он утратил доверие в собственном штате. Рон Чернов писал, что симпатии Вашингтона были на стороне Севера, и это имело важные последствия для американской истории: если бы он встал на сторону Джефферсона, это могло бы породить кризис наподобие будущей Гражданской войны.
В мае 1792 года, в разгар партийных споров, Вашингтон признался Мэдисону, что не хочет переизбираться на второй срок и хочет узнать его мнение о том, как именно об этом лучше объявить. Но Мэдисон считал, Вашингтон должен остаться. У него были опасения, что в противном случае место президента может занять Гамильтон. Уход Вашингтона был невыгоден обеим партиям, это было единственное, в чём они сходились во мнении. 23 мая Джефферсон обратился к Вашингтону с просьбой не оставлять поста. 10 июля между ними снова произошёл длинный разговор на эту тему. Вашингтон жаловался, что надеялся быть президентом только 2 года, но его уговорили на третий, а теперь вынуждают оставаться на второй срок. Одновременно он поручил Тобиасу Лиру выявить настроения в обществе, и тот сообщил, что существует всеобщее мнение, что Вашингтон должен остаться на второй срок, чтобы дать время федеральному правительству наладить свою работу. О втором сроке просил и Рэндольф, который считал его гарантией стабильности.
Вашингтон пытался примирить Гамильтона и Джефферсона, но их конфликт разгорелся с новой силой: если с декабря 1791 года только Мэдисон анонимно критиковал Гамильтона на страницах National Gazette, то в июле 1792 Гамильтон принял вызов и начал ответную критику в Gazette of the United States, публикуясь под псевдонимом Catullus. Он возражал на обвинения в заговоре против республики и заявлял, что именно джефферсонианцы ведут подрывную работу против правительства. Он даже заявил, что Джефферсон подговаривал своих сторонников против ратификации Конституции. До самого ноября Вашингтон пытался договориться с Гамильтоном и Джефферсоном, одновременно склоняясь к согласию на второй срок. Вероятно, окончательное решение о втором сроке он принял после письма Элизабет Пауэлл (супруги сенатора Самуэля Пауэлла), в котором она изложила свои аргументы в пользу второго срока. Она, в частности, полагала, что без Вашингтона джефферсонианцы разрушат Союз.

## Второй срок
Со 2 ноября по 2 декабря 1792 года прошли вторые президентские выборы в истории США. В голосовании приняли участие 15 штатов, Вашингтон получил 132 голоса выборщиков. В его победе никто не сомневался, поэтому реальная борьба шла за пост вице-президента. Джон Адамс получил 77 голосов и победил. За него голосовала в основном Новая Англия, а голоса Южных штатов были для него потеряны. Окончательные результаты были подведены 13 февраля 1793 года. Вторая инаугурация Вашингтона была назначена на 14 марта.
Церемонию было решено провести в закрытом формате. Рано утром Вашингтон прибыл к зданию Конгресса без всякого сопровождения. У здания его встретила небольшая группа сторонников, но он быстро вошёл вовнутрь, прочёл короткую инаугурационную речь (всего в 3 параграфа, самую короткую речь в своей жизни), дал клятву и сразу отправился домой. Всё мероприятие заняло не более часа. Событие не вызвало таких огромных скоплений народа, как в былые времена, из чего Вашингтон мог заключить, что он более не является фигурой вне критики. National Gazette назвала монархическим фарсом даже бал, данный им в свой день рождения, и по этой, вероятно, причине, инаугурация была проведена предельно скромно.

### Проблема американо-французских отношений
Главными проблемами во время второго президентского срока Вашингтона были международные. После инаугурации он уехал в Маунт-Вернон, надеясь остаться там до осенней сессии Конгресса, но уже через неделю пришли новости о казни Людовика XVI и начале франко-английской войны. Вашингтон был вынужден спешно возвращаться в Филадельфию и обсудит вопрос со своим кабинетом 18 апреля. Франко-американские соглашения 1778 года требовали от США вступить в войну на стороне Франции, и теперь это означало войну с Англией. Гамильтон и Нокс предлагали разорвать соглашения. Джефферсон и Рэндольф предлагали объявить нейтралитет только в обмен на какие-нибудь уступки. Джефферсон утверждал, что США должны соблюдать договор 1778 года, а Гамильтон возражал, что это был только оборонительный договор, и заключался он с ныне казнённым королём. Вашингтон решил в войну не вступать, но и соглашения не трогать. Рэндольф составил проект Прокламации о нейтралитете, который Вашингтон подписал 22 апреля. Рон Чернов писал, что прокламация стала крупным достижением администрации Вашингтона, определившим политику США на весь последующий век. Но она не избежала критики: одним не понравилось, что её издали в обход Сената, а другие сожалели о прекращении союза с Францией. Мэдисон считал прокламацию уступкой англофилам, он так же полагал, что исполнительная власть, как заинтересованная в войнах, не должна решать эти вопросы. Его опасения оправдались, поскольку в последующие два века полномочия исполнительной власти в сфере международной политики постоянно росли.
Пока в обществе кипели споры вокруг прокламации, в США прибыл новый французский посол, Эдмонд Жэне; 8 апреля он высадился в Чарлстоне. Он призвал американские суда нападать на британский торговый флот, и пытался привлечь американцев к организации протестного движения в британских и испанских колониях. 16 мая Жэне прибыл в Филадельфию, где Джефферсон представил его Вашингтону. Тот принял его, чтобы не раздражать Джефферсона, но вёл себя подчёркнуто холодно. Жэне всё лето вёл агитацию в поддержку Франции, и дошёл до того, что решил обратиться напрямую к американскому народу в обход президента. В середине августа кабинет единогласно потребовал его отставки. В это время якобинское правительство уже обвинило его в преступлениях против революции и прислало послом вместо него Жана-Антуана Фуше. При всей своей неприязни к Жэне, Вашингтон не стал отправлять его на верную смерть и предоставил ему политическое убежище в США.
Визит Жэне имел долговременные последствия, поскольку инициировал появление новой формы общественных организаций. В Америке появились так называемые Демократическо-республиканские общества, которые федералистам показались схожими с якобинскими клубами. Первый появился в Филадельфии в апреле 1793, и ещё десять возникло до конца года. Вашингтон, который всегда отличал допустимую критику от недопустимой, воспринял эти общества как недопустимую форму политической борьбы. Ему казалось, что эти общества работают на Францию и намерены втянуть страну в войну. Он полагал, что общество, избрав депутатов во власть, передало им свои властные полномочия и утратило право критиковать власть, которую само же выбрало. Республиканцы придерживались противоположного взгляда: по их мнению, избранные подотчётны избирателям и должны быть открыты для критики. Рон Чернов писал, что здесь не было правых и виноватых, правительство ещё только формировалось и никто не знал, как оно должно воспринимать критику.
Напряжение росло. К декабрю 1793 года Вашингтона уже не просто обвиняли в монархизме: вышла статья, в чёрном свете обрисовавшая всю его биографию, начиная с юности. Но волнения, вызванные появлением обществ, затихли из-за эпидемии жёлтой лихорадки, которая вспыхнула в Филадельфии летом 1793 года. Джон Адамс потом писал, что только лихорадка смогла спасти правительство от революции. Были закрыты все государственные учреждения, а чиновники покинули Филадельфию. Вашингтон остался в городе. Он не стал принимать чрезвычайных полномочий ввиду кризиса, а старался следовать букве закона. Чтобы правительство продолжало работу, он порекомендовал (не имея права приказать) ему собраться в Джермантауне в начале ноября. Но эпидемия прекратилась и ко 2 декабря правительство вернулось в Филадельфию.

### Отставка Джефферсона
Подобно Вашингтону, Джефферсон чувствовал усталость от политики; 31 декабря 1793 года он подал в отставку и удалился в усадьбу Монтичелло, чтобы заниматься там «семьёй, фермой и книгами». Вашингтон расстался с ним дружественно, хотя считал, что Джефферсон бросил его в момент сложной внешнеполитической обстановки. Гамильтон и Адамс считали, что его отставка — это хитрый манёвр перед новым этапом борьбы за власть. Покинув пост, Джефферсон выбыл из ближайшего окружения Вашингтона, они переписывались по мелким вопросам, но никогда не обсуждали политику. Эдмунд Рэндольф (республиканец) был назначен новым государственным секретарём, а его место генерального прокурора занял федералист Уильям Брэдфорд. Рэндольф не был интеллектуалом уровня Джефферсона, и федералисты не считали его серьёзным противником. Уход Джефферсона сместил баланс сил в пользу Гамильтона, поэтому второй срок Вашингтона проходил под значительно более сильным федералистским влиянием.

### Отношения с Африкой и Англией
Кабинету, в его новом составе, пришлось первым делом решать вопрос отношения с государствами северной Африки: Алжиром, Триполи и Тунисом, которые нападали на торговые корабли в Средиземном море и обращали в рабство их команды. После одного такого нападения на американские суда Вашингтону пришлось соглашаться на выкуп команды, и одновременно он попытался заключить договор о мире и дружбе. В то же время он стал готовиться и к военному решению вопроса. В марте 1794 года Конгресс одобрил предложение построить 6 фрегатов для борьбы с алжирскими пиратами. Военно-морской акт 1794 года инициировал создание Военно-морского флота США, хотя Военно-морской департамент появился только через 4 года.
Между тем во Франции набирал обороты якобинский террор, были казнены, в частности, многие деятели войны за независимость США. Был брошен в тюрьму Томас Пейн, гильотинирован граф Д’Эстейн, едва избежал казни Рошамбо. Эти события только усиливали враждебность между республиканцами и федералистами. Одновременно осложнялись отношения с Англией. Английский флот нападал на суда с товарами для Франции и задержал уже 250 американских торговых судов. Федералисты предлагали созвать ополчение на случай начала войны, и предлагали послать в Лондон посла для переговоров. Федералисты предлагали послать Гамильтона, но Республиканцы воспротивились, считая его крайним англофилом. Сам Гамильтон предложил послать Джона Джея. Он тоже считался англофилом и скрытым монархистом, но Вашингтон утвердил его кандидатуру. Назначение Джея (председателя верховного суда) показалось республиканцам неконституционным, поэтому, чтобы их задобрить, Вашингтон отозвал из Парижа Морриса и на значил на его место франкофила Джеймса Монро. 12 мая 1794 года Джей отбыл в Англию.

### Восстание из-за виски
Основной кризис 1794 года был связан не с индейцами, как предполагалось, а с белыми поселенцами Запада. Ещё в 1791 году они протестовали против налога на производство виски, который ввёл Гамильтон как часть своей экономической программы. Конфликт тлел несколько лет, но вспыхнул летом 1794 года, отчасти из-за новостей об отправке в Англию Джона Джея, которого на западе не любили. В середине июля пенсильванцы обстреляли сборщика налогов Джона Невилла и сожгли его дом под Питтсбургом. 2 августа Вашингтон созвал в Джермантауне кабинет для обсуждения вопроса. Гамильтон и Нокс высказались за сбор ополчения, но Рэндольф полагал, что это только усилит волнения. 7 августа Вашингтон издал прокламацию о созыве ополчения и призвал протестующих разойтись в срок до 1 сентября. Уже на следующий день Генри Нокс запросил отпуска для решения своих проблем в Мэне. По словам Рона Чернова, он дезертировал в критический момент.
25 сентября Вашингтон снова обратился к восставшим. Он считал происходящее серьёзным испытание для конституционного строя; попыткой меньшинства навязать свою волю всему Союзу. Он отбыл вместе с Гамильтоном в Карлайл (Пенсильвания), где устроил смотр войскам. Он стал первым и последним президентом США, присутствовавшим на смотре войск в военное время. В этот момент Нокс вернулся в Филадельфию и собирался присоединиться к армии в Карлайле, но Вашингтон написал ему, что это надо было делать раньше. Фактически он отстранил военного министра от участия в крупнейшем конфликте со времён войны за независимость. 21 октября Вашингтон отправился назад в Филадельфию, поручив Гамильтону и Генри Ли управление армией.
28 октября Вашингтон был в Филадельфии, а в ноябре обратился с посланием к Конгрессу, коснувшись вопроса беспорядков в Пенсильвании. Он был уверен, что беспорядки — результат деятельности демократическо-республиканских обществ, действующих в интересах Франции. Джеймс Мэдисон увидел в этом заявлению угрозу свободе слова и свободе печати и попытку ограничения законных политических организаций. Он назвал это заявление президента его крупнейшей политической ошибкой и с этого момента открыто встал на сторону его противников.
Беспорядки в Пенсильвании завершились к весне. Несмотря на скромные масштабы, это был крупнейший протест против федеральной власти за весь период перед Гражданской войной. Было арестовано 150 человек, из них двоих приговорили к смерти, но Вашингтон впервые прибегнул к праву амнистии и отменил казнь. Конфликт удалось погасить без крупных жертв.

### Отставка Гамильтона и Нокса
Восстание из-за виски привело к изменению состава кабинета. Противники Гамильтона были убеждены, что теперь его влияние резко возрастёт, но произошло противоположное: 1 декабря он вернулся в Филадельфию и сразу же сообщил Вашингтону, что намерен уйти в отставку в январе. На его место Вашингтон назначил контролёра казначейства, Оливера Уолкотта. Но если восстание сблизило Вашингтона с Гамильтоном, то оно же разрушило его давнюю привязанность к Ноксу. Нокс начал поговаривать об отставке. 23 декабря стали поступать жалобы на недочёты при строительстве фрегатов, и Вашингтон потребовал от Нокса расследовать это дело. 28 декабря Нокс официально подал в отставку. Вашингтон не стал уговаривать его остаться и в своём ответном письме был холоден. Должность военного министра вместо Нокса занял Тимоти Пикеринг, в прошлом генерал-адъютант Континентальной армии. Назначение Уолкотта и Пикеринга показало, что Вашингтон устал от политических разногласий и старается иметь лояльный, преимущественно федералистский кабинет.

### Договор Джея и отставка Рэндольфа
У Вашингтона не было связи с Джеем, пока тот вёл переговоры о мире в Лондоне, и только в феврале 1795 года пришли известия, что Джей завершил переговоры и скоро прибудет в Филадельфию. 3 марта 1795 года Вашингтон назначил обсуждение договора на 8 июня, а 12 марта в его руки попал сам текст договора. Так называемый «Договор Джея» был крупной уступкой британским интересам: он давал английским коммерсантам статус максимального благоприятствования в США, не давая обратного права американцам. Джей не смог добиться компенсации за рабов, вывезенных с Юга в конце войны. С другой стороны, Англия согласилась эвакуировать форты в районе Великих Озёр, разрешила американским судам малого тоннажа торговать в Вест-Индии, и согласилась компенсировать убытки судам, захваченным во время войны в Францией. Но самое главное, он предотвратил надвигающуюся войну с Англией.
Предчувствуя взрыв общественного негодования, Вашингтон сохранил договор в тайне до июня. После незначительных разногласий в Сенате договор был утверждён 20 голосами против 10 в конце июня. Теперь президент должен был подписать его, но он не решался на этот шаг. Он даже обратился за советом к Гамильтону, что говорит о том, что он не мог вполне полагаться на свой новый состав кабинета. Гамильтон ответил письмом в 53 страницы, в котором изложил соображения в пользу договора. 1 июля текст договора был опубликован в газетах, и вызвал бурю гнева в среде республиканцев и их сторонников. Джея обвинили в сговоре с Англией и во враждебности к Франции. На праздновании 4 июля во многих городах люди жгли чучела Джея. На одном из собраний в Нью-Йорке толпа забросала камнями Гамильтона, а в доме британского посла Хаммонда выбили все стёкла. Вашингтону поступали письменные протесты со всех концов страны.
В середине июля Вашингтон уехал в Маунт-Верное, но в конце месяца вынужден был вернуться: возникли слухи о возможном предательстве государственного секретаря Рэндольфа. Британский корабль перехватил французское судно, на котором обнаружилось письмо от французского посла Фуше. В письме Фуше сообщал о своих переговорах с Рэндольфом, который, по его словам, был готов за французские деньги повлиять на ход восстания в Пенсильвании в выгодную для Франции сторону. Письмо было передано Хаммонду, который 28 июля показал его Уолкотту. Вашингтон узнал подробности дела в тот момент, когда обедал в присутствии Рэндольфа. На следующий день Вашингтон запросил мнения кабинета по поводу утверждения договора, и только Рэндольф выступил категорически против. 19 августа Вашингтон показал Рэндольфу письмо Фуше и потребовал объяснений. Тот отрицал, что запрашивал у французов денег, и попросил время на составления объяснения. Чуть позже он заявил, что подаст в отставку, потому что не может продолжать работу при подобном обращении. Это была первая отставка в кабинете, поданная не по доброй воле.
Отставка Рэндольфа привела к долгому поиску преемника. Он рассматривал кандидатуры Уильяма Патерсона, Томаса Джонсона, Чарльза Пинкни, Патрика Генри и Руфуса Кинга. Вся пятеро отказались, и тогда Вашингтон перевёл на эту должность Тимоти Пикеринга, а на его место военного министра назначил Джеймса Мак-Генри, который в годы войны служил его адъютантом. Мак-Генри не вполне подходил для этой должности, но у Вашингтона не было выбора, и он признавался Гамильтону, что это «Выбор Хобсона». С уходом Рэндольфа кабинет Вашингтона стал полностью федералистским. Примерно в те же дни (23 августа) умер прокурор Уильям Брэдфорд, и Вашингтон, перебрав несколько кандидатур, выбрал для этой должности Чарльза Ли. Одновременно Вашингтону пришлось искать кандидатуру на должность председателя Верховного суда, ввиду ухода Джея, и он выбрал (4 марта 1796 года) Оливера Элсворта.
Республиканцы в палате представителей пытались разными способами бороться против реализации договора Джея. Например, они препятствовали выделению денег на нужды договора, но после длительных споров 30 апреля 1796 года большинством голосов 51 против 48 финансирование договора было одобрено. Республиканцы проиграли, и после этого случая Вашингтон прекратил общение с Мэдисоном.
Договор Джея испортил и отношения Вашингтона с Джеймсом Монро, который в 1794 году был направлен послом во Францию. Он был сторонником Джефферсона и Мэдисона, и Вашингтон старался таким назначением успокоить республиканцев. Но Монро нарушил принципы нейтралитета и полностью встал на сторону Франции. Вместо того, чтобы успокаивать французских политиков, он стал разжигать их недовольство договором. Он даже опубликовал статью с критикой Вашингтона «From a Gentleman in Paris to His Friend in the City», поэтому в июле 1796 года его отозвали из Парижа и заменили Чарльзом Пинкни. Монро чувствовал себя оскорблённым и, по возвращении в Филадельфию опубликовал книгу «A View of the Conduct of the Executive in the Foreign Affairs of the United States», где изложил свой взгляд на происходящее.

### Присоединение Теннесси
Ещё в 1790 году Северная Каролина передала федеральному центру свои земли к западу от Аллегенских гор, и там была сформирована Юго-Западная территория. 26 мая Вашингтон подписал «Закон по управлению территорией Соединённых штатов к югу от реки Огайо». Перепись 1795 года показала, что эта Территория может претендовать на статус штата, поэтому губернатор по личной инициативе созвал конституционный конвент, который создал первую конституцию Теннесси. 8 апреля 1796 года Вашингтон переправил Конституцию в Конгресс. Он сказал, что Теннесси удовлетворяет всем требованиям и его жители вполне заслуживают статуса штата. Однако, это вызвало возражения со стороны фкдералистов. Они опасались, что если Теннесси будет принят в Союз до осенних выборов, то 4 выборщика от этого штата будут голосовать за республиканцев. Они пытались перенести признание Теннесси на более прздний срок, но в итоге был достигнут компромисс: штат было решено принять в Союз до выборов, но количество выборщиков было временно сокращено до 3-х. 1 июня 1796 года Вашингтон подписал решение Конгресса и Теннеси стал 16-м штатом США.

## Президентские выборы 1796 года
Обеспечив ратификацию договоров Джея и Пинкни, Вашингтон стал думать о том, чтобы уйти из политической жизни. Он устал от нападок прессы и постоянной критики. Формально ничто не заставляло его ограничиваться двумя сроками, и многие федералисты надеялись, что он останется на третий срок, или хотя бы до конца кризисного периода, но он сказал, что останется только в случае угрозы национальной безопасности. Вашингтон ещё в 1792 году поручил Мэдисону составить прощальное обращение, и теперь, 15 мая 1796 года, он послал его Гамильтону для редактирования. Работа над обращением прошла в полной секретности, а 19 сентября оно было опубликовано в газетах.
В обращении Вашингтон говорил о важности сохранения Союза, необходимости подчиняться властям и об опасности дробления на политические партии. Он говорил, что целью Америки является полная независимость, и поэтому нельзя сильно сближаться с какой-либо сильной страной, чтобы не утратить эту независимость. Современники замечали, что в обращении президент в завуалированной форме защищает федералистов и осуждает республиканцев. Мэдисон считал, что это говорит о его зависимости от федералистов. Многие республиканцы восприняли обращение как просто часть предвыборной кампании, хотя в реальности оно почти не повлияло на кампанию 1796 года.
Публикация Обращения дало старт предвыборной гонке, первым состязательным выборам в истории страны. Вице-президент Джон Адамс считал себя естественным преемником Вашингтона, и федералисты согласились с этим, выдвинув его кандидатом вместе с Томасом Пинкни. Республиканцы ожидаемо выдвинули в кандидаты Томаса Джефферсона и нью-йоркца Аарона Бёрра. Джефферсон уже ушёл из политики и говорил, что не хочет возвращаться, но подавление восстания в Пенсильвании и договор Джея встревожили его. Он согласился быть кандидатом, хотя и не показал это прямо, делая вид, что уступает уговорам.
Предвыборная кампания 1796 года во многом напоминала современные предвыборные кампании. За Джефферсона голосовал в основном Юг, а за Адамса в основном Север. И только Пенсильвания, недовольная нападками Вашингтона на республиканско-демократические общества, проголосовала за кандидата от республиканцев. Предвыборная кампания заняла всего 6 недель и никто из кандидатов не обращался к народу с речами. Итоги голосования стали известны только к Рождеству: Адамс победил, получив 71 голос, а Джефферсон получил 68 голосов, став вице-президентом. Джефферсон был доволен результатом: он полагал, что Адамс будет врагом Гамильтона и что он не станет излишне сближаться с Англией.
4 марта 1797 года состоялась инаугурация Джона Адамса. Адамс прибыл на церемонию, одетый в простой серый сюртук, его карета была запряжена всего двумя конями. Вашингтон пришёл на церемонию пешком, подчёркивая свой статус простого гражданина. Он представил обществу Адамса, зачитал короткое прощальное обращение, после чего покинул помещение. Многие переживали по поводу его ухода и даже плакали, но оппозиционная пресса продолжала критику президента. Журналист-республиканец Бенжамин Бач даже вспомнил про Жумонвильский инцидент 1754 года и обвинил Вашингтона в убийстве французского посла.

## Историческое значение
В период президентства Вашингтона сформировалась структура государства, которая просуществовала более 200 лет. Он создал прецеденты, которым американские президенты следовали долгое время. Его действия со временем стали «неписаной Конституцией» США. Он сформировал Кабинет, который стал частью президентской администрации, и он же установил традицию, по которой именно президент назначает и смещает членов кабинета. Он создал традицию двух президентских сроков, и традицию назначать преемника председателю Верховного Суда без учёта ранга внутри судебного департамента. Когда он отказался предоставить Палате Представителей документы по Договору Джея, он установил традицию, известную с тех пор как «Executive privilege». Во время восстания из-за виски он отстоял право правительства на сбор налогов. Он старался не накладывать вето на билли, с которыми был не согласен, и это традицию поддерживали последующие пять президентов. Не допуская вице-президента Адамса до важных дел, он сформировал традицию, по которой роль вице-президента стала в основном церемониальной. Что самое важное, его поведение сформировало образец для всех последующих президентов.
Вашингтон был первым, кто столкнулся с жёсткой критикой оппозиционной прессы и утечками важной информации. Он был удивлён поведением прессы, сильно раздражён, но сам никогда не участвовал в газетных дискуссиях и никогда не отвечал на критику. Он считал президентство институтом, стоящим выше партийных споров. Но он считал свободу прессы необходимым элементом демократии, и ничем ей не противодействовал. Практика невмешательства президента в дискуссии продержалась недолго, но в целом, существующая по сей день практика отношения президентов с прессой сложилась именно при Вашингтоне.
Рон Чернов писал, что список достижений Вашингтона в годы его президентства захватывает дух: он восстановил платёжеспособность государства, создал государственный банк, монетный двор, пограничную службу, таможенную службу и дипломатический корпус. Он установил налоги и бюджетные процедуры, создал флот и усилил армию, начал создание системы береговой обороны. Он показал, что государство может регулировать торговлю и заключать международные договора, защищать фронтир, подавлять индейские восстания и внутренние мятежи, действуя в рамках Конституции. В годы его президентства вырос экспорт американских товаров, развивалось судоходство, снижались налоги. Он открыл реку Миссисипи для коммерции, договорился с африканскими пиратами, добился эвакуации британских гарнизонов с территории Северо-Запада. Он доказал всем сомневающимся, что республиканское правительство может существовать, не впадая в хаос и не скатываясь в авторитаризм. «Он оставил пост после двух сроков и обеспечил плавную преемственность власти, показав, что президент всего лишь слуга своего народа».